# Национальная библиотека Эквадора
Национальная библиотека Эквадора имени Эухенио Эспехо — центральная библиотека Республики Эквадор, отвечает за сбор, охрану, сохранение и распространение печатного культурного наследия, создаваемого в Эквадоре.

## История
Учреждение берёт своё начало от иезуитской библиотеки Колледжа Максимо де Сан-Игнасио де Лойола, Кито. После изгнания иезуитов 25 мая 1792 года на основе её коллекции была создана публичная библиотека, которой руководил писатель и юрист Эухенио Эспехо. С обретением страной независимости она стала считаться национальной библиотекой (с 1838 года). В 1859 году она перешла под управление Центрального университета республики. В том же году случилось землетрясение, которое нанесло значительный ущерб фонду. В 1862 году библиотеку снова стали контролировать иезуиты, они провели реорганизацию учреждения, подготовили каталог, расширили перечень услуг и отремонтировали здание. Иезуиты продолжали руководить библиотекой до 1876 года. 9 августа 1944 года она перешла под контроль Дома культуры Эквадора. В 1983 году библиотека переехала в своё нынешнее здание.
Библиотека входит в Ассоциацию иберо-американских государств по развитию национальных библиотек Иберо-Америки (ABINIA).